# Juncus punctorius
Juncus punctorius är en tågväxtart som beskrevs av Carl von Linné d.y.. Juncus punctorius ingår i släktet tåg, och familjen tågväxter. Inga underarter finns listade i Catalogue of Life.